# Neuchâtel Xamax Football Club 2000-2001
Questa voce raccoglie le informazioni riguardanti il Neuchâtel Xamax Football Club nelle competizioni ufficiali della stagione 2000-2001.

## Stagione
Nella stagione 2000-2001 il Neuchâtel Xamax, allenato da Alain Geiger, concluse il campionato di Lega Nazionale A all'11º posto. Il Neuchâtel Xamax concluse il torneo di promozione/relegazione al 1º posto. In Coppa Intertoto il Neuchâtel Xamax fu eliminato al secondo turno dallo Stoccarda.

## Rosa
| N. |                     | Ruolo | Calciatore         |
| -- | ------------------- | ----- | ------------------ |
| 7  | Svizzera (bandiera) | D     | Eddy Barea         |
| 9  | Spagna (bandiera)   | A     | Geijo              |
| 15 | Ghana (bandiera)    | A     | Alex Tachie-Mensah |
| 19 | Svizzera (bandiera) | D     | Pascal Oppliger    |
| 23 | Svizzera (bandiera) | P     | Massimo Colomba    |
| 26 | Svizzera (bandiera) | D     | Steve von Bergen   |
| 18 | Svizzera (bandiera) | P     | Gabriel Wüthrich   |
| 17 | Camerun (bandiera)  | D     | Thimothée Atouba   |
| 22 | Svizzera (bandiera) | D     | Remo Buess         |
| 4  | Spagna (bandiera)   | D     | David Geijo        |
| 27 | Senegal (bandiera)  | D     | Malick Diop        |
| 6  | Svizzera (bandiera) | D     | Stephan Keller     |
| 25 | Svizzera (bandiera) | D     | Jérôme Schneider   |

| N. |                       | Ruolo | Calciatore      |
| -- | --------------------- | ----- | --------------- |
| 5  | Francia (bandiera)    | D     | David Sène      |
| 16 | Svizzera (bandiera)   | D     | Julien Stauffer |
| 2  | Svizzera (bandiera)   | D     | Marco Tschopp   |
| 24 | Portogallo (bandiera) | C     | André Roque     |
| 14 | Svizzera (bandiera)   | C     | Manuel Bühler   |
| 21 | Svizzera (bandiera)   | C     | Jérôme Gyger    |
| 8  | Francia (bandiera)    | C     | Mickaël Hoy     |
| 28 | Svizzera (bandiera)   | C     | Benjamin Roos   |
| 10 | Camerun (bandiera)    | C     | Augustine Simo  |
| 12 | Austria (bandiera)    | C     | Charles Wittl   |
| 29 | Uruguay (bandiera)    | A     | Carim Adippe    |
| 11 | Svizzera (bandiera)   | A     | Patrick Koch    |
| 13 | Ucraina (bandiera)    | A     | Serhij Skačenko |

## Organigramma societario
Area tecnica
- Allenatore: Alain Geiger
- Allenatore in seconda:
- Preparatore dei portieri:
- Preparatori atletici:

## Calciomercato

### Sessione estiva
| Acquisti | Acquisti | Acquisti | Acquisti |
| R.       | Nome     | da       | Modalità |
| -------- | -------- | -------- | -------- |

| Cessioni | Cessioni | Cessioni | Cessioni |
| R.       | Nome     | a        | Modalità |
| -------- | -------- | -------- | -------- |

### Sessione invernale
| Acquisti | Acquisti | Acquisti | Acquisti |
| R.       | Nome     | da       | Modalità |
| -------- | -------- | -------- | -------- |

| Cessioni | Cessioni | Cessioni | Cessioni |
| R.       | Nome     | a        | Modalità |
| -------- | -------- | -------- | -------- |

## Risultati

### Lega Nazionale A

#### andata
| Arbitro: | Petignat |

|                     |           |  |
| N'Kufo 59’ Frei 83’ | Marcatori |  |

| Arbitro: | Golay |

|                              |           |  |
| Tachie-Mensah 50’ Zambaz 90’ | Marcatori |  |

| Arbitro: | Nobs |

|                                                                            |           |  |
| Esposito 26’ Melunovic 43’ Cabanas 59’ (rig.) Smiljanić 62’ Yakın 82’, 84’ | Marcatori |  |

| Arbitro: | Bertolini |

|             |           |         |
| Tschopp 90’ | Marcatori | 80’ Gil |

| Arbitro: | Schluchter |

|                                        |           |                             |
| Diogo 18’ Rey 21’, 27’, 37’ Vurens 40’ | Marcatori | 82’ (rig.), 84’ (rig.) Koch |

| Arbitro: | Leuba |

|                        |           |           |
| Tachie-Mensah 56’, 76’ | Marcatori | 35’ Jairo |

| Arbitro: | Rutz |

|                                  |           |  |
| Biaggi 44’ Gaspoz 80’ Sutter 86’ | Marcatori |  |

| Arbitro: | Rogalla |

|             |           |                                                      |
| Calapes 61’ | Marcatori | 7’ Ivanov 39’, 44’ Khomeriki 64’ de Napoli 90’ Calvo |

| Arbitro: | Bertolini |

|                                  |           |  |
| Kavelashvili 33’, 55’ Ndlovu 86’ | Marcatori |  |

| Arbitro: | Schoch |

|                       |           |                                  |
| Bühler 41’ Atouba 86’ | Marcatori | 8’, 65’ Kuźba 11’ Puce 82’ Thiaw |

| Arbitro: | Rutz |

|                         |           |            |
| Renou 85’ Grichting 88’ | Marcatori | 65’ Camara |

#### ritorno
| Arbitro: | Etter |

|                   |           |              |
| Tachie-Mensah 18’ | Marcatori | 61’ Blunschi |

| Arbitro: | Schmid |

|                                                          |           |            |
| Huggel 4’ Cantaluppi 19’ Tchouga 55’ Muff 78’ Varela 85’ | Marcatori | 70’ Camara |

| Arbitro: | Circhetta |

|          |           |                              |
| Diop 42’ | Marcatori | 12’ Yakın 50’, 85’ Chapuisat |

| Arbitro: | Beck |

|                                             |           |  |
| Gil 14’ Constantino 62’ Devolz 85’ Peço 90’ | Marcatori |  |

| Arbitro: | Golay |

|                     |           |             |
| Diop 24’ Camara 25’ | Marcatori | 85’ Londono |

| Arbitro: | Circhetta |

|                        |           |  |
| Zellweger 51’ Gane 90’ | Marcatori |  |

| Arbitro: | Salm |

|            |           |  |
| Camara 85’ | Marcatori |  |

| Arbitro: | Rogalla |

|                         |           |  |
| Didi 17’ Wiederkehr 82’ | Marcatori |  |

| Arbitro: | Leuba |

|                          |           |              |
| Diop 29’, 90’ Camara 38’ | Marcatori | 24’ Heldmann |

| Arbitro: | Bertolini |

|                       |           |  |
| Kuźba 50’ Mazzoni 61’ | Marcatori |  |

| Arbitro: | Golay |

|           |           |  |
| Geijo 87’ | Marcatori |  |

### Torneo di promozione/relegazione

#### andata
| Arbitro: | Busacca |

|         |           |           |
| Hoy 30’ | Marcatori | 36’ Bamba |

| Arbitro: | Petignat |

|                        |           |                           |
| Urdaneta 67’ Ohrel 81’ | Marcatori | 40’ Skačenko 83’, 87’ Hoy |

| Arbitro: | Etter |

|                             |           |  |
| Wittl 51’ Tachie-Mensah 61’ | Marcatori |  |

| Berna 18 marzo 2001, ore 14:30 CET 4ª giornata | Young Boys | 0 – 0 referto | Neuchâtel Xamax | Stadio Wankdorf (6 000 spett.)\| Arbitro: \| Schmid \| |
| Arbitro:                                       | Schmid     |               |                 |                                                        |

| Arbitro: | Salm |

|                                  |           |                                                  |
| Buess 71’ (aut.) Drakopoulos 82’ | Marcatori | 12’, 69’ Skačenko 42’ Oppliger 79’ Tachie-Mensah |

| Neuchâtel 7 aprile 2001, ore 19:30 CEST 6ª giornata | Neuchâtel Xamax | 0 – 0 referto | Winterthur | La Maladière (3 400 spett.)\| Arbitro: \| Bertolini \| |
| Arbitro:                                            | Bertolini       |               |            |                                                        |

| Arbitro: | Nobs |

|                        |           |                           |
| Skačenko 11’, 20’, 56’ | Marcatori | 48’ Wiederkehr 82’ Baudry |

#### ritorno
| Arbitro: | Schmid |

|                 |           |                   |
| Didi 57’ (rig.) | Marcatori | 11’ Tachie-Mensah |

| Arbitro: | Circhetta |

|           |           |                                |
| Huber 77’ | Marcatori | 58’ Skačenko 66’ Tachie-Mensah |

| Arbitro: | Schoch |

|              |           |  |
| Skačenko 86’ | Marcatori |  |

| Arbitro: | Bertolini |

|           |           |              |
| Wittl 13’ | Marcatori | 58’ Sermeter |

| Arbitro: | Nobs |

|                      |           |                           |
| Thimothée 69’ (rig.) | Marcatori | 31’ Hoy 66’ Tachie-Mensah |

| Arbitro: | Wildhaber |

|                       |           |                      |
| Diop 55’ Oppliger 72’ | Marcatori | 11’ Rey 58’ Clemente |

| Arbitro: | Etter |

|                                 |           |                     |
| Favre 44’ Gohouri 56’ Bamba 69’ | Marcatori | 21’ Adippe 83’ Diop |

### Coppa Intertoto
| Arbitro: | Gusev |

|                 |           |                                                                       |
| Simo 69’ (rig.) | Marcatori | 6’, 60’ Hosny 15’ Schneider 25’ Pinto 75’ (rig.) Soldo 90’ Amanatidīs |

| Arbitro: | Messina |

|                                    |           |                |
| Seitz 35’, 51’, 52’ Amanatidīs 90’ | Marcatori | 86’ Caracciolo |

## Statistiche

### Statistiche di squadra
| Competizione                     | Punti | In casa | In casa | In casa | In casa | In casa | In casa | In trasferta | In trasferta | In trasferta | In trasferta | In trasferta | In trasferta | Totale | Totale | Totale | Totale | Totale | Totale | DR  |
| Competizione                     | Punti | G       | V       | N       | P       | Gf      | Gs      | G            | V            | N            | P            | Gf           | Gs           | G      | V      | N      | P      | Gf     | Gs     | DR  |
| -------------------------------- | ----- | ------- | ------- | ------- | ------- | ------- | ------- | ------------ | ------------ | ------------ | ------------ | ------------ | ------------ | ------ | ------ | ------ | ------ | ------ | ------ | --- |
| Lega Nazionale A                 | 20    | 11      | 6       | 2       | 3       | 17      | 17      | 11           | 0            | 0            | 11           | 4            | 36           | 22     | 6      | 2      | 14     | 21     | 53     | -32 |
| Torneo di promozione/relegazione | -     | 7       | 3       | 4       | 0       | 10      | 6       | 7            | 4            | 2            | 1            | 14           | 10           | 14     | 7      | 6      | 1      | 24     | 16     | +8  |
| Coppa Intertoto                  | -     | 1       | 0       | 0       | 1       | 1       | 6       | 1            | 0            | 0            | 1            | 1            | 4            | 2      | 0      | 0      | 2      | 2      | 10     | -8  |
| Totale                           | 20    | 19      | 9       | 6       | 4       | 28      | 29      | 19           | 4            | 2            | 13           | 19           | 50           | 38     | 13     | 8      | 17     | 47     | 79     | -32 |

### Andamento in campionato
| Giornata  | 1  | 2 | 3 | 4 | 5  | 6  | 7  | 8  | 9  | 10 | 11 | 12 | 13 | 14 | 15 | 16 | 17 | 18 | 19 | 20 | 21 | 22 |
| --------- | -- | - | - | - | -- | -- | -- | -- | -- | -- | -- | -- | -- | -- | -- | -- | -- | -- | -- | -- | -- | -- |
| Luogo     | T  | C | T | C | T  | C  | T  | C  | T  | C  | T  | C  | T  | C  | T  | C  | T  | C  | T  | C  | T  | C  |
| Risultato | P  | V | P | N | P  | V  | P  | P  | P  | P  | P  | N  | P  | P  | P  | V  | P  | V  | P  | V  | P  | V  |
| Posizione | 10 | 6 | 9 | 9 | 11 | 10 | 10 | 12 | 12 | 12 | 12 | 12 | 12 | 12 | 12 | 12 | 12 | 12 | 12 | 12 | 12 | 11 |

Legenda:

Luogo: C = Casa; T = Trasferta. Risultato: V = Vittoria; N = Pareggio; P = Sconfitta.

### Statistiche dei giocatori
| Giocatore        | Lega Nazionale A | Lega Nazionale A | Lega Nazionale A | Lega Nazionale A | Coppa Intertoto | Coppa Intertoto | Coppa Intertoto | Coppa Intertoto | Totale   | Totale | Totale      | Totale     |
| Giocatore        | Presenze         | Reti             | Ammonizioni      | Espulsioni       | Presenze        | Reti            | Ammonizioni     | Espulsioni      | Presenze | Reti   | Ammonizioni | Espulsioni |
| ---------------- | ---------------- | ---------------- | ---------------- | ---------------- | --------------- | --------------- | --------------- | --------------- | -------- | ------ | ----------- | ---------- |
| C. Adippe        | 10               | 1                | 0                | 0                | 0               | 0               | 0               | 0               | 10       | 1      | 0           | 0          |
| T. Atouba        | 15               | 1                | 4                | 0                | 0               | 0               | 0               | 0               | 15       | 1      | 4           | 0          |
| E. Barea         | 6                | 0                | 0                | 1                | 0               | 0               | 0               | 0               | 6        | 0      | 0           | 1          |
| A. Bilibani      | 2                | 0                | 1                | 0                | 4               | 2               | 0               | 0               | 6        | 2      | 1           | 0          |
| R. Buess         | 17               | 0                | 4                | 0                | 0               | 0               | 0               | 0               | 17       | 0      | 4           | 0          |
| M. Bühler        | 18               | 1                | 4                | 0                | 3               | 0               | 1               | 0               | 21       | 1      | 5           | 0          |
| L. Calapes       | 15               | 1                | 4                | 0                | 1               | 0               | 0               | 0               | 16       | 1      | 4           | 0          |
| H. Camara        | 12               | 5                | 3                | 0                | 0               | 0               | 0               | 0               | 12       | 5      | 3           | 0          |
| D. Caracciolo    | 1                | 0                | 0                | 0                | 3               | 1               | 0               | 0               | 4        | 1      | 0           | 0          |
| M. Colomba       | 21               | 0                | 1                | 0                | 4               | 0               | 0               | 0               | 25       | 0      | 1           | 0          |
| M. Diop          | 0                | 0                | 0                | 0                | 0               | 0               | 0               | 0               | 0        | 0      | 0           | 0          |
| P. Diop          | 19               | 4                | 5                | 0                | 0               | 0               | 0               | 0               | 19       | 4      | 5           | 0          |
| D. Geijo         | 2                | 0                | 0                | 0                | 0               | 0               | 0               | 0               | 2        | 0      | 0           | 0          |
| G. Geijo         | 11               | 1                | 0                | 0                | 3               | 0               | 0               | 0               | 14       | 1      | 0           | 0          |
| J. Gyger         | 2                | 0                | 0                | 0                | 3               | 0               | 0               | 0               | 5        | 0      | 0           | 0          |
| F. Hotz          | 6                | 0                | 0                | 0                | 4               | 0               | 1               | 0               | 10       | 0      | 1           | 0          |
| M. Hoy           | 12               | 4                | 1                | 0                | 0               | 0               | 0               | 0               | 12       | 4      | 1           | 0          |
| S. Keller        | 19               | 0                | 2                | 0                | 3               | 0               | 0               | 0               | 22       | 0      | 2           | 0          |
| P. Koch          | 20               | 2                | 4                | 0                | 4               | 2               | 0               | 0               | 24       | 4      | 4           | 0          |
| P. Oppliger      | 12               | 0                | 1                | 0                | 4               | 0               | 0               | 0               | 16       | 0      | 1           | 0          |
| R. Perret        | 0                | 0                | 0                | 0                | 2               | 1               | 0               | 0               | 2        | 1      | 0           | 0          |
| B. Roos          | 1                | 0                | 0                | 0                | 0               | 0               | 0               | 0               | 1        | 0      | 0           | 0          |
| A. Roque         | 9                | 0                | 0                | 0                | 2               | 0               | 0               | 0               | 11       | 0      | 0           | 0          |
| J. Schneider     | 9                | 0                | 0                | 0                | 3               | 0               | 0               | 0               | 12       | 0      | 0           | 0          |
| A. Simo          | 15               | 0                | 3                | 0                | 4               | 1               | 1               | 0               | 19       | 1      | 4           | 0          |
| S. Skačenko      | 10               | 8                | 1                | 0                | 0               | 0               | 0               | 0               | 10       | 8      | 1           | 0          |
| J. Stauffer      | 13               | 0                | 1                | 0                | 3               | 0               | 0               | 0               | 16       | 0      | 1           | 0          |
| D. Sène          | 11               | 0                | 0                | 1                | 2               | 0               | 0               | 0               | 13       | 0      | 0           | 1          |
| A. Tachie-Mensah | 19               | 4                | 1                | 0                | 0               | 0               | 0               | 0               | 19       | 4      | 1           | 0          |
| M. Tschopp       | 19               | 1                | 2                | 0                | 4               | 0               | 1               | 0               | 23       | 1      | 3           | 0          |
| C. Wittl         | 13               | 2                | 0                | 0                | 0               | 0               | 0               | 0               | 13       | 2      | 0           | 0          |
| G. Wüthrich      | 1                | 0                | 0                | 0                | 0               | 0               | 0               | 0               | 1        | 0      | 0           | 0          |
| S. Zambaz        | 8                | 1                | 1                | 0                | 0               | 0               | 0               | 0               | 8        | 1      | 1           | 0          |
| S. von Bergen    | 1                | 0                | 0                | 0                | 0               | 0               | 0               | 0               | 1        | 0      | 0           | 0          |